# インターネット・セイクリッド・テキスト・アーカイブ
インターネット・セイクリッド・テキスト・アーカイブ（Internet Sacred Text Archive、ISTA）は、特に重要な文化的価値を持つ、パブリックドメインの文書を電子上に保存することに特化した、カリフォルニア州サンタクルーズに拠点を置くウェブサイト。保存されているテキストには、聖書、クルアーン、アヴェスター、易経といった聖典や、ウェルギリウス、プラトン、ソポクレスの著作といった西洋古典に加え、ウィリアム・シェイクスピアやグリム兄弟による作品などの、より現代的な作品も含まれる。
また、ISTAはネイティブアメリカンの宗教、神話、民間伝承の文書を蓄積し、文化グループ毎に歴史的な文書と民族誌を一覧化している。

## 歴史
このウェブサイトは1999年3月9日に、アメリカ合衆国カリフォルニア州サンタクルーズにて、ジョン・ブルーノ・ヘーア（1955年7月8日 - 2010年4月27日）によって開設された。